# Mykoła Pawłow
Mykoła Petrowycz Pawłow, ukr. Микола Петрович Павлов, ros. Николай Петрович Павлов, Nikołaj Pietrowicz Pawłow (ur. 20 czerwca 1954 w Kijowie) – ukraiński piłkarz, grający na pozycji obrońcy oraz pomocnika, reprezentant Związku Radzieckiego, trener piłkarski.

## Kariera piłkarska

### Kariera klubowa
W 1967 rozpoczął karierę piłkarską w miejscowej drużynie Schid Kijów. Jako osiemnastolatek zadebiutował w trzecioligowej drużynie Spartak Brześć. W 1976 z drużyny z Brześcia, która zmieniła nazwę na Bug, przeszedł do pierwszoligowego klubu Krylja Sowietow Kujbyszew. W 1981 po spadku kujbyszewskiego klubu przeniósł się do mińskiego Dynama. W 1982 bronił barw Czornomorca Odessa, a w kolejnym sezonie znalazł się w składzie Dnipra Dniepropetrowsk, z którym zdobył Mistrzostwo ZSRR. W 1984 zakończył karierę.

### Kariera reprezentacyjna
28 marca 1984 rozegrał jeden mecz w radzieckiej reprezentacji w spotkaniu towarzyskim z RFN, przegranym 1:2.

## Kariera trenerska
W 1988 rozpoczął pracę trenerską jako główny trener trzecioligowej drużyny Kołos Nikopol. Potem trenował inne ukraińskie kluby: Tawrija Symferopol, Krystał Chersoń oraz Dnipro Dniepropetrowsk. W 1992 wspólnie z Łeonidem Tkaczenkiem został selekcjonerem reprezentacji Ukrainy. W 1994 ponownie pełnił funkcję selekcjonera, tym razem wspólnie z Wołodymyrem Muntianem. W 1995 zatrudniony został na stanowisku głównego trenera Dynama Kijów, z którym zdobył Mistrzostwo Ukrainy. Po odejściu z Dynama prowadził Tawriję Symferopol, a od 25 lipca 1997 do 27 listopada 2004 trenował Metałurh/Ilicziwiec Mariupol. W 2006 powrócił do pracy trenerskiej w klubie Stal Ałczewsk. Od 2007 trenował Worskłę Połtawa. 29 maja 2012 ponownie objął stanowisko głównego trenera Illicziwca Mariupol. Po zakończeniu sezonu 2014/15 opuścił mariupolski klub.

## Sukcesy i odznaczenia

### Sukcesy klubowe
- mistrz ZSRR: 1983
- brązowy medalista Mistrzostw ZSRR: 1984

### Sukcesy trenerskie
- mistrz Ukrainy: 1995
- wicemistrz Ukrainy: 1993
- brązowy medalista Mistrzostw Ukrainy: 1992
- zdobywca Pucharu Ukrainy: 2009

### Odznaczenia
- tytuł Zasłużonego Mistrza Sportu ZSRR: 1983
- Order „Za zasługi” III klasy: 2009[3].